# Ratliff City
Ratliff City – miasto w Stanach Zjednoczonych, w stanie Oklahoma, w hrabstwie Carter.